# Objetos de bronze chineses usados em rituais

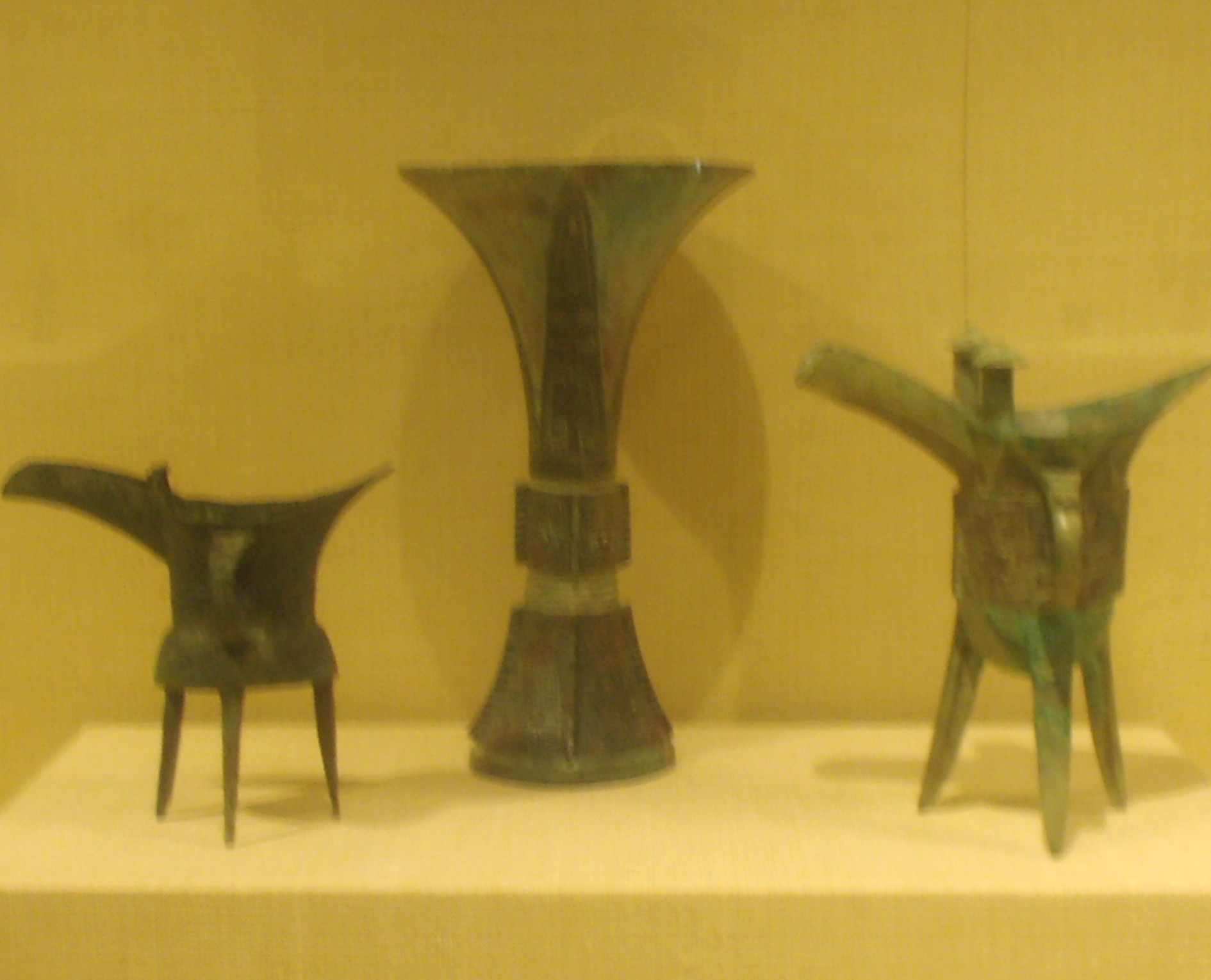
Dois Jué em ambos os lados de uma Gū, todos da dinastia Shang

Conjuntos de objectos de bronze usados em rituais são os mais impressionantes objectos que sobreviveram até aos dias de hoje da Idade do Bronze Chinesa. Durante a dinastia Shang, a China tornou-se um das mais qualificadas civilizações do mundo antigo que trabalhavam o bronze, com as pessoas a terem conhecimento de como aquecer, derreter e fundir o metal para fazer utensílios de cozinha, ferramentas, armas e outros itens domésticos. Os arqueólogos modernos vêem tal preservação de como os antigos Chineses viviam com a interpretação de laca de pinturas sobre madeira, que ajudou a preservar os antigos artefactos de bronze chineses. Sendo de cerca de 1650 a.C., estes vasos elaboradamente decorados foram depositados nos túmulos de reis e nobres, e estavam, evidentemente, produzidos em números muito grandes, com escavações a encontrar documentadas mais de 200 peças em um único túmulo real. Eles foram produzidos por um indivíduo para o uso em rituais de oferendas de comida e bebida aos seus antepassados, nos templos de família ou em salões cerimoniais de mais de túmulos, ou melhor, o ritual de banquetes em que tanto os vivos e membros mortos de uma família participavam; os primeiros registos literários falam sobre estas práticas. Aquando da morte do proprietário, os objectos seriam colocados em seu túmulo, para que ele pudesse continuar a prestar o seu respeito, em vida após a morte; outros exemplos foram simplesmente depositados ao lado do falecido, que em vida foi proprietário dos objectos.
Estes objectos de bronze, provavelmente, não foram utilizados para comer nem para beber; eles representam as maiores e mais elaboradas versões do tipo de objectos utilizados para este fim, e feito em materiais preciosos. Além de objectos de mesa, armas e outros objectos foram feitos, em especiais formas rituais. Uma outra classe de objectos de rituais são aqueles que, também incluindo armas, foram feitos em jade, tendo sido provavelmente os mais valorizados de todos, e que foram usados por muito tempo como ferramentas e armas de rituais, desde cerca de 4500 antes de cristo.
Pelo menos inicialmente, a produção de bronze foi, provavelmente, controlada pelo governante, que dava determinadas quantidades de metal disforme para a sua nobreza, como um sinal de favor.

## Leitura complementar
- Fong, Wen (ed.). The great bronze age of China: an exhibition from the People's Republic of China. [S.l.: s.n.] ISBN 0870992260
- http://www.academia.edu/3459636/The_Intersection_of_Past_And_Present_The_Qianlong_Emperor_and_His_Ancient_Bronzes